# 南阿蘇ルナ天文台
南阿蘇ルナ天文台（みなみあそルナてんもんだい）は、熊本県阿蘇郡南阿蘇村にある公開天文台。1996年設立。
民間による私設天文台であり、ペンションも併設されている。天体望遠鏡は、九州最大級となる口径82cmのカセグレン式望遠鏡のほか、口径28cmシュミットカセグレン式望遠鏡を保有している。プラネタリウムも設置。宿泊施設「オーベルジュ森のアトリエ」を併設しており、星を見たあとに滞在できるため、「泊まれる天文台」を標榜している。日経なんでもランキング「秋の夜長を星降る宿で」において1位を獲得した（2017年）。
日本公開天文台協会（JAPOS）設立当時からのメンバー施設である。